# Saint-Martin-le-Vieil
Saint-Martin-le-Vieil är en kommun i departementet Aude i regionen Occitanien  i södra Frankrike. Kommunen ligger  i kantonen Alzonne som ligger i arrondissementet Carcassonne. År 2022 hade Saint-Martin-le-Vieil 214 invånare.

## Befolkningsutveckling
Antalet invånare i kommunen Saint-Martin-le-Vieil
Referens: INSEE